# 帝国代表者会議主要決議
帝国代表者会議主要決議（ていこくだいひょうしゃかいぎしゅようけつぎ、独: Reichsdeputationshauptschluss）は、神聖ローマ帝国の帝国議会、その特別小委員会である帝国代表者会議の1803年2月25日の決議である。この決議の結果として実施された「世俗化」と「陪臣化」によって、帝国は実態として崩壊した。

## 帝国代表者会議
1555年の帝国執行令によって作られた帝国議会の特別小委員会であり、参加者は帝国クライスから最低各1名が選ばれた。以前に作られた帝国統治院が失敗に終わった後、諸侯たちが帝国国政に影響を与える場として利用し、実際に一時期かなりの力を有した。
しかし、1663年以降の永久帝国議会の中で次第に活力を失っていき、特殊な問題を扱う部会として存続した。

## 召集まで
フランス革命に対する干渉戦争の中、フランス軍によってオーストリア軍と帝国クライス軍が撃破され、ライン川左岸一体がその支配下に置かれた。これに対して神聖ローマ皇帝フランツ2世は講和を求め、フランスとの間にリュネヴィルの和約が結ばれた。条約では、国際的にはフランス衛星国の独立確認と、フランス軍支配下のライン左岸のフランス併合が決定された。
一方、ライン左岸が帝国から離脱することで多くの諸侯が領土を失うことになり、その補償を帝国内で行うことが決められていた。補償内容を決定するに当たり、皇帝にはそれを行う権利はないが、帝国議会ではあまりにも時間がかかりすぎることから、帝国代表者会議が召集されることになった。
1801年11月7日、レーゲンスブルクの帝国議会に代表者会議が設置された。参加したのは、マインツ大司教、ボヘミア国王（＝皇帝）、ブランデンブルク選帝侯（＝プロイセン王）、ザクセン選帝侯、バイエルン選帝侯、ヴュルテンベルク選帝侯、ドイツ騎士団総長、ヘッセン＝カッセル方伯（後にヘッセン選帝侯）である。しかし、実際にはこれら代表だけでなく、当時大国としてドイツに影響を与えていたフランスとロシアの意向も決議には反映されることになる。

## 決議とその影響
1803年2月25日、代表者会議で決議がなり、3月26日には帝国議会、4月28日には皇帝フランツ2世が承認した。
決議の主たる内容は、帝国内におけるライン左岸の補償とそれによる領土の変更だった。実際には「世俗化」と「陪臣化」と呼ばれる事態も決定されていた。

### 「世俗化」と「陪臣化」
本来、神聖ローマ帝国には帝国等族＝領邦として、300あまりの世俗諸侯と数百の帝国騎士、数十の聖界諸侯と帝国都市が存在していたが、そのほとんどの帝国等族身分を取り上げ、30ほどの領邦に集約する事が決められた。中でも帝国騎士は全てが位を失い、聖界諸侯はわずかにマインツのみが、帝国都市はフランクフルト・アム・マインやリューベックなど数都市のみが残存したに過ぎなかった。
オーストリアはほとんど補償を受けられなかったが、プロイセン・バーデン・ヴュルテンベルクなど、生き残る事の出来た領邦は、ライン左岸の放棄した領土をはるかに上回る領土を得、多くの中規模領邦が生まれた。これによって、従来、ドイツではオーストリアとプロイセンの両大国とそれに続く弱小領邦による二大勢力という構図があったのが、中規模領邦がまとまって両大国に対抗するという考えが生まれた。これを支持したのは、二大国と対立するフランスである。これを利用し、1806年にはライン同盟が結成される。
しかし、この決議で行われた世俗化と陪臣化は、神聖ローマ帝国の崩壊に十分な影響を持っていた。
世俗化とは、大きくは聖界諸侯たる司教・大司教らが政治勢力としての基盤を失った事を指すが、それだけでなく、従来の教会組織を運営するために利用されていた税収その他の経済基盤をも失って、一気に弱体化したことをも意味する。これによって神聖ローマ帝国の神聖さは完全に失われた。また教会組織も大きな影響を受け、各領邦ではかつてプロテスタント領邦で行われた国家教会制や革命フランスで行われた教会の国家統制への道が開かれ、ローマ教皇と対立する所もあった。
また、陪臣化は帝国騎士や弱小領邦が他の領邦に組み込まれ、帝国の国政に影響を及ぼしえなくなったことを指す。彼らは組み込まれた先では単なる領邦等族として扱われ、権力すらも失っていった。
それまで複雑に錯綜していた神聖ローマ帝国域内の境界線は大胆に整理され、各領邦ではフランス流の国制改革を実施する下地も出来つつあった。しかし、聖界諸侯と多くの弱小帝国等族によって、帝国は大領邦による専横を防ぎ、帝国としての国体を保ってきていた。その担い手がいなくなったことで、帝国の崩壊は決定的となった。
帝国の解体に際し、唯一スウェーデンのみが帝国諸侯として強硬な抗議を見せている。スウェーデンは、帝国内に唯一残されたフォアポンメルンの領有の正当性を1648年のヴェストファーレン条約に求めた。しかし、かつての条約締結国としての大国時代にあった頃とは異なり、小国に零落していたスウェーデンの抗議は、帝国の崩壊に影響を及ぼすことはなかった。
神聖ローマ帝国の解体によって、広義におけるヴェストファーレン体制は、終焉を迎えることとなる。

### 帝国郵便
決議の第13条では帝国郵便の存続が保証された。もっとも営業できる地域はリュネヴィル和約でライン東岸に制限された。この保証は、後のウィーン会議で調印された、ドイツ連邦の連邦規約第17条によってより確かなものとされた。